# Propadlina Žebračka
Propadlina Žebračka byl rudný důl na ložisku Žebračka na katastrálním území Heřmanovice v okrese Bruntál. Důlní dílo je dokladem středověké těžby, které je doloženo zbytky hald, komínů a ústí štol, a propadem komory v roce 1985 po novodobé těžbě v letech 1965–1968. Propadlina na ložisku Žebračka byla 15. srpna 1994 Ministerstvem kultury České republiky prohlášená kulturní památkou Česka.

## Popis
Lokalita se nachází na pravé straně od silnice II/445 Zlaté Hory – Heřmanovice na východním svahu Příčného vrchu. V ložisku Žebračka byly těženy vtroušené rudy metodou komorování na ploše asi 300×200 metrů. V novodobé historii byla součástí rudného revíru Zlaté Hory – jih, kde se těžily v období 1961 až 1968 monometalické rudy. Po opuštění ložiska došlo 3. dubna 1985 k propadu stropu jedné z komor. Oválná propadlina měla rozměr 60×30×50 metrů a hloubku 65 metrů a odhalila zbytky štol a zbytek průzkumného komínu, který propojoval různé podzemní horizonty. Také byla odkryta západní stěna s převisem nad propadlinou. Převis má šířku od 4 do 7 metrů, mocnost asi 12 metrů a délku asi 80 metrů. Po vyhodnocení situace byla východní stěna propadu sestřelena a zahájeno ukládání inertního odpadu (do roku 1994), tím byla snížená hloubka propadliny na asi 40 metrů. V roce 1994 byla propadlina prohlášená kulturní památkou. V roce 2011 Český báňský úřad vydal nařízení k zasypání propadliny a společnost DIAMO s.p. požádalo o zrušení prohlášení. Po intervenci orgánů památkové péče bylo od tohoto nařízení upuštěno.
Kulturní památka Propadlina na ložisku Žebračka je estetickým prvkem v krajině, významným dokladem možných následků po těžbě a stala se útočištěm mnoha druhů netopýrů. Propadlina je zabezpečená oplocením a kamerovým systémem.